# Alchemie - De ultieme reis
Alchemie - De ultieme reis is een stripreeks van de hand van stripauteur Nicolas Mitric.
Er is vooralsnog maar één deel uitgekomen. Het kwam zowel in het Frans als in het Nederlands uit in 2012 bij uitgeverij Glénat/ Glénat Benelux (fr/ be) in de collectie Grafica.